# Esqui cross-country nos Jogos Paralímpicos de Inverno de 2018 - Revezamento 4x2,5 km aberto
A prova de revezamento 4x2,5 km aberto do esqui cross-country nos Jogos Paralímpicos de Inverno de 2018 foi disputada no Centro de Biatlo Alpensia, em Daegwallyeong-myeon, Pyeongchang, em 18 de março.

## Medalhistas
|  | FRA França                                                                                   |  | NOR Noruega                            |  | CAN Canadá                                            |
|  | Benjamin Daviet Anthony Chalençon Simon Valverde (guia) Thomas Clarion Antoine Bollet (guia) |  | Nils-Erik Ulset Håkon Olsrud Eirik Bye |  | Collin Cameron Brian McKeever Graham Nishikawa (guia) |

## Resultados
| Pos.              | Bib | Atletas | País                             | Tempos                      | Total   | Diferença |
| ----------------- | --- | --- | -------------------------------- | --------------------------- | ------- | --------- |
| Medalha de ouro   | 3   | Benjamin Daviet Anthony Chalençon Guia: Simon Valverde Benjamin Daviet (2) Thomas Clarion Guia: Antoine Bollet                                | FRA França                       | 5:22.5 5:37.1 6:01.8 5:45.2 | 22:46.6 | —         |
| Medalha de prata  | 8   | Nils-Erik Ulset Håkon Olsrud Nils-Erik Ulset (2) Eirik Bye Guia: Arvid Nelson                                                                 | NOR Noruega                      | 5:53.2 5:15.1 6:42.3 5:18.5 | 23:09.1 | +22.5     |
| Medalha de bronze | 10  | Collin Cameron Brian McKeever Guia: Graham Nishikawa Collin Cameron (2) Brian McKeever (2) Guia: Graham Nishikawa (2)                         | CAN Canadá                       | 6:31.2 4:41.2 7:43.3 4:56.7 | 23:52.4 | +1:05.8   |
| 4                 | 6   | Yury Holub Guia: Dzmitry Budzilovich Mikita Ladzesau Guia: Aliaksei Lukyanau Lidziya Hrafeyeva Yury Holub (2) Guia: Dzmitry Budzilovich (2)   | BLR Bielorrússia                 | 5:21.1 5:25.2 8:02.4 5:21.6 | 24:10.3 | +1:23.7   |
| 5                 | 2   | Iaroslav Reshetynskyi Guia: Nazar Stefurak Olha Prylutska Guia: Borys Babar Grygorii Vovchynskyi Anatolii Kovalevskyi Guia: Oleksandr Mukshyn | UKR Ucrânia                      | 7:05.0 5:31.0 6:11.5 5:33.7 | 24:12.9 | +1:26.3   |
| 6                 | 11  | Denis Petrenko Alexandr Gerlits Alexandr Kolyadin Alexandr Gerlits (2)                                                                        | KAZ Cazaquistão                  | 7:02.1 5:32.9 7:51.8 5:40.0 | 24:21.2 | +1:34.6   |
| 7                 | 9   | Martin Fleig Nico Messinger Guia: Lutz Peter Klausmann Martin Fleig (2) Nico Messinger (2) Guia: Lutz Peter Klausmann (2)                     | GER Alemanha                     | 6:34.0 5:18.2 7:22.8 5:38.5 | 24:53.5 | +2:06.9   |
| 8                 | 4   | Sin Eui-hyun Kwon Sang-hyeon Lee Jeong-min Kwon Sang-hyeon                                                                                    | KOR Coreia do Sul                | 6:10.8 5:46.7 7:05.6 5:52.6 | 24:55.7 | +2:09.1   |
| 9                 | 1   | Piotr Garbowski Guia: Jakub Twardowski Witold Skupień Kamil Rosiek Witold Skupień (2)                                                         | POL Polônia                      | 5:37.1 5:54.2 8:08.4 6:28.7 | 26:08.4 | +3:21.8   |
| 10                | 7   | Du Mingyuan Ma Mingtao Huang Feixiang Wang Chenyang                                                                                           | CHN China                        | 7:20.3 6:17.4 7:31.0 6:34.0 | 27:42.7 | +4:56.1   |
| 11                | 12  | Natalia Kocherova Ekaterina Rumyantseva Nadezhda Fedorova Natalia Bratiuk                                                                     | NPA Atletas Paralímpicos Neutros | 7:21.4 6:28.5 8:00.2 6:28.3 | 28:18.4 | +5:31.8   |
| 12                | 5   | Andrew Soule Mia Zutter Guia: Kristina Trygstad-Saari Sean Halsted Grace Miller                                                               | USA Estados Unidos               | 6:12.2 6:43.3 7:51.6 7:36.0 | 28:23.1 | +5:36.5   |

Legenda
| Recorde mundial      | Recorde mundial (World record)               |                       | Recorde africano                      | Recorde africano (African) |                                           | Q | Classificado por posição (Qualified) |
| Recorde paralímpico  | Recorde paralímpico (Paralympic record)      | Recorde da América    | Recorde da América (Americas)         | q                          | Classificado por melhor tempo (Qualified) |   |                                      |
| Melhor marca do ano  | Melhor marca do ano (World leading)          | Recorde asiático      | Recorde asiático (Asian)              | DNS                        | Não largou (Did not start)                |   |                                      |
| Recorde nacional     | Recorde nacional (National record)           | Recorde europeu       | Recorde europeu (European)            | DNF                        | Não terminou (Did not finish)             |   |                                      |
| Recorde pessoal      | Recorde pessoal do atleta (Personal best)    | Recorde da Oceania    | Recorde da Oceania (Oceania)          | DSQ / DQ                   | Desclassificado (Disqualified)            |   |                                      |
| Recorde da temporada | Recorde da temporada do atleta (Season best) | Recorde sul-americano | Recorde sul-americano (South America) | NM                         | Sem marca (No mark)                       |   |                                      |

### Esqui cross-country
| Penalizado com cartão amarelo | Penalizado com o cartão amarelo (Yellow card)                                           |  |  |  |
| LL                            | Classificado por tempo (Lucky loser)                                                    |  |  |  |
| PF                            | Vencedor definido por photo finish (Photo finish)                                       |  |  |  |
| LAP                           | Ultrapassado pelo líder (Lapped)                                                        |  |  |  |
| DQB                           | Desclassificado por conduta antidesportiva (Disqualified for unsportsmanlike behaviour) |  |  |  |
| RAL                           | Ranqueado como último (Ranked as last)                                                  |  |  |  |